# Stephanie Sigman

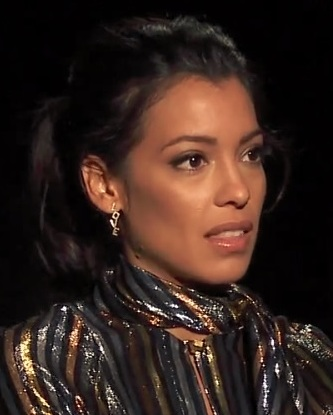
Stephanie Sigman (2017)

Stephanie Sigman (* 28. Februar 1987 in Ciudad Obregón, Sonora, Mexiko) ist eine mexikanisch-US-amerikanische Filmschauspielerin. International bekannt wurde sie mit ihrer Rolle in dem Filmdrama Miss Bala. 2015 bekam sie die Rolle der Estrella in der Kinoproduktion James Bond 007: Spectre.

## Leben und Karriere
Stephanie Sigman, geboren im mexikanischen Bundesstaat Sonora, begann im Alter von 16 Jahren mit ihrer Model-Karriere. In Mexiko-Stadt besuchte sie zwei Jahre später die CEFAT-Schauspielschule. Ihre Schauspielkarriere begann sie im Jahr 2006 mit Anfang zwanzig mit einer kleinen Rolle in dem Kurzfilm Con lujo de detalle unter der Regie von Héctor Falcón. Danach bekam sie Auftritte in Fernsehserien wie Cambio de vida oder Los Minondo. In den Jahren 2013 und 2014 verkörperte sie in 14 Episoden der US-amerikanischen Fernsehserie The Bridge – America den Part der Eva. 2015 sah man sie darüber hinaus in 11 Episoden der Dramaserie Narcos.
2010 gab Stephanie Sigman ihr Spielfilmdebüt als Hauptdarstellerin in Pablo Aldretes Westerndrama Río de oro an der Seite von Gonzalo Lebrija. 2011 spielte sie die weibliche Hauptrolle in Gerardo Naranjos preisgekröntem Kriminaldrama Miss Bala. Ein Jahr später besetzte sie der Regisseur Antonio Serrano für sein Historiendrama Morelos in der Rolle der Francisca Ortiz. 2013 agierte sie neben den Schauspielerkollegen Aksel Hennie, Wes Bentley und Stephen Lang in dem Tiefsee-Thriller Pioneer von Erik Skjoldbjærg. Im November 2015 war sie im Kino neben Daniel Craig in der Bond-Verfilmung James Bond 007: Spectre zu sehen. Von 2017 bis 2019 spielte sie als Captain Jessica Cortez in der Fernsehserie S.W.A.T. mit.

## Filmografie (Auswahl)
- 2006: Con lujo de detalle (Kurzfilm)
- 2007–2008: Cambio de vida (Fernsehserie, 2 Episoden)
- 2010: Los Minondo (Fernsehserie)
- 2010: Río de oro
- 2011: Miss Bala
- 2012: Morelos
- 2013: Pioneer
- 2013: Hábito
- 2013: The Arrangement (Fernsehfilm)
- 2013–2014: The Bridge – America (Fernsehserie, 14 Episoden)
- 2014: Alicia en el país de María
- 2015: James Bond 007: Spectre (Spectre)
- 2015–2016: Narcos (Fernsehserie, 11 Episoden)
- 2016: Dirty Cops – War on Everyone (War on Everyone)
- 2016: American Crime (Fernsehserie, 3 Episoden)
- 2017: Shimmer Lake
- 2017: Once Upon a Time in Venice
- 2017: Annabelle 2 (Annabelle: Creation)
- 2017–2019: S.W.A.T. (Fernsehserie, 45 Episoden)
- 2023: Murder City